# اینابا یوشی‌میچی
اینابا یوشیمیچی (به ژاپنی: 稲葉 良通 Inaba Yoshimichi)، اینابا ایتِتسو (به ژاپنی: 稲葉 一鉄) (۱۵۱۵ – ۵ ژانویه، ۱۵۸۹) یک سامورایی در دوره سنگوکو بود. پسر ارشد او اینابا شیگه‌میچی نام داشت و پسر دیگر او اینابا ماساناری شوهر کاسوگا نو تسوبونه بود. او همچنین پدرخوانده/پدربزرگ خوانده کاسوگا نو تسوبونه بود.